# Председнички избори у САД 2000.
Избори за председника САД одржани су 7. новембра 2000. године. Кандидати две највеће странке у Сједињеним Држава су били кандидат Републиканске странке Џорџ В. Буш, сенатор из Тексаса и кандидат Демократске странке Ал Гор, тренутни потпредседник. Кандидати за потпредседника су били Дик Чејни, члан Републиканске странке и Џо Либерман, сенатор из Конектиката, из Демократске странке. На изборима је победио Џорџ В. Буш. Избори ће остати упамћени по скандалима око бројања гласова на Флориди и по томе што су били једни од пет избора на којима је победио кандидат са мање гласова.

## Главни кандидати
| Lp. | Слика | Име         | Слика | Кандидат за потпредседника | Странка               |
| --- | ----- | ----------- | ----- | -------------------------- | --------------------- |
| 1.  |       | Џорџ В. Буш |       | Дик Чејни                  | Републиканска странка |
| 2.  |       | Ал Гор      |       | Џо Либерман                | Демократска странка   |

## Резултати
| Кандидат         | Странка               | Гласови     | Гласови | Електори |
| Кандидат         | Странка               | Број        | %       | Електори |
| ---------------- | --------------------- | ----------- | ------- | -------- |
| Џорџ В. Буш      | Републиканска странка | 50.456.002  | 47,9%   | 271      |
| Ал Гор           | Демократска странка   | 50.999.897  | 48,4%   | 266      |
| Ралф Нејдер      | —                     | 2.882.955   | 2,74%   | 0        |
| остали кандидати |                       | 1.066.246   | 1,01%   | 0        |
| укупно           |                       | 105.405.100 | 100%    | 538      |